# Lormes (fromage)
Le Lormes est un fromage français. Il est produit, comme son nom l'indique, à Lormes  ainsi que dans les environs de Clamecy, communes de la Nièvre.
Ce fromage n'est plus commercialisé.

## Fabrication
Le Lormes est un fromage à base de lait de chèvre à  pâte molle et à croûte naturelle.
Il subit un affinage à sec en cave ventilée pendant 4 ou 5 semaines.
Il a la forme d'un tronc de cône de 8 cm de diamètre à la base, et de 5 cm de hauteur.
Sa croûte est naturellement bleutée et sa saveur assez prononcée.
Il contient 45 % de matière grasse.

## Dégustation
Il a une légère odeur caprine.
On peut le consommer toute l'année ; cependant, il est meilleur de juillet à octobre grâce au lait de transhumance. Lormes n'abritant plus aucun fromager, il n'est plus commercialisé.